# Förfärliga snömannen
Förfärliga snömannen (originaltitel: Abominable) är en animations- och äventyrsfilm producerad av DreamWorks Animation och Pearl Studio, och distribueras av Universal Pictures. Det var skriven och regisserad av Jill Culton och medregisserad av Todd Wilderman, och innehöll rösterna från Chloe Bennet, Albert Tsai, Tenzing Norgay Trainor, Eddie Izzard, Sarah Paulson, Tsai Chin och Michelle Wong. Filmen hade biopremiär den 27 september 2019 i USA och den 25 oktober 2019 i Sverige.

## Rollista (i urval)
| Rollfigur            | Engelsk röst           | Svensk röst               |
| -------------------- | ---------------------- | ------------------------- |
| Yi                   | Chloe Bennet           | Dominique Pålsson Wiklund |
| Peng                 | Albert Tsai            | Frank Dorsin              |
| Jin                  | Tenzing Norgay Trainor | Melker Duberg             |
| Burnish              | Eddie Izzard           | Jacob Nordenson           |
| Dr. Zara             | Sarah Paulson          | Hanna Dorsin              |
| Mo Mo                | Tsai Chin              | Annica Smedius            |
| Yis mamma            | Michelle Wong          | Emma Molin                |
| Hantlangarnas ledare | Rich Dietl             | Björn Bengtsson           |